# Makkai Domokos
Makkai Domokos (Galambod, 1839. október 27. – Nagyenyed, 1896. augusztus 16.) tanár.

## Életpályája
A marosvásárhelyi kollégiumban tanult; itt kezdte meg 1852-ben a gimnáziumot. 1863-ban nagyenyedi főiskola papnevelőjében folytatta tanulmányait. 1865–1867 között a marosvásárhelyi evangélikus református kollegiumban osztálytanító volt. 1867-től az Utrechti Egyetemen tanult. 1869-től a nagyenyedi Bethlen-kollégium tanára volt. 1869-től éremtári felügyelőként is tevékenykedett. 1869–1873 között tanárkari jegyző is volt. 1871-ben a nagyenyedi zsinaton pappá szenteltette magát. 1880–1886 között könyvtárfelügyelő volt. 1886–1890 között a főiskola rektor-professzora volt.

## Családja
Felesége Nagy Róza volt. Kilenc gyermekük született: Margit, Jenő, Nelli, László, Ernő, Irma, Róza, Erzsébet, Makkai Sándor. Unokáit Makkai László történész, Ignácz Rózsa író és színésznő, Makkai János magyar újságíró, közíró, szerkesztő. Ignácz Rózsa es Makkai János összeházasodtak, a fiuk Makkai Ádám, nyelvész, költő. Makkai Ádám lánya Rebecca Makkai, amerikai író. 

## Művei
- A történet bölcsészete és a történetírás (Pest, 1871)
- Antal János erdélyi református püspök életrajza (Nagy papok életrajza, Protestáns Theológiai Könyvtár, Budapest, 1877)
- Pápai Páriz Ferenc és fiai élete és tudományos működése (Alsó-Fehér vármegyei Tört. és Régészeti Egylet Évkönyve 1895–1896)